# Roca del Dinosaure
La Roca del Dinosaure, anomenada també Rocs d'en Flores, es troba al Parc de la Serralada Litoral, la qual rep el seu nom per unes cavitats que té a les roques superiors semblants a la marca de les urpes d'un dinosaure (de fet, es tracta d'alvèols producte de l'erosió natural del granit).
És tot un caos de boles granítiques, tan típiques en aquesta zona. Al capdamunt hi ha un banc de fusta per seure a contemplar el paisatge, però cal ésser àgil per pujar-hi. Des d'ací i mirant en direcció NE, cap al Turó d'en Baldiri, a uns 230 metres podem veure la Roca d'en Riera, un imponent bloc granític. A sota i a pocs metres hi ha la Roca de la Tortuga, equipada per a practicar l'escalada.
És ubicada a Teià: l'accés és per la pista que va del cementiri de Teià cap a Sant Mateu, tram senyalitzat com a Meridià verd, a uns 430 metres passada la Font del Pericó d'en Canal. Queda a peu de pista, a la banda exterior. Coordenades: x=443667 y=4595461 z=295.